# Rhynchosporium secalis
Rhynchosporium secalis är en svampart som först beskrevs av Cornelius Anton Jan Abraham Oudemans, och fick sitt nu gällande namn av Davis 1919. Rhynchosporium secalis ingår i släktet Rhynchosporium, ordningen disksvampar, klassen Leotiomycetes, divisionen sporsäcksvampar och riket svampar.   Inga underarter finns listade i Catalogue of Life.

## Källor

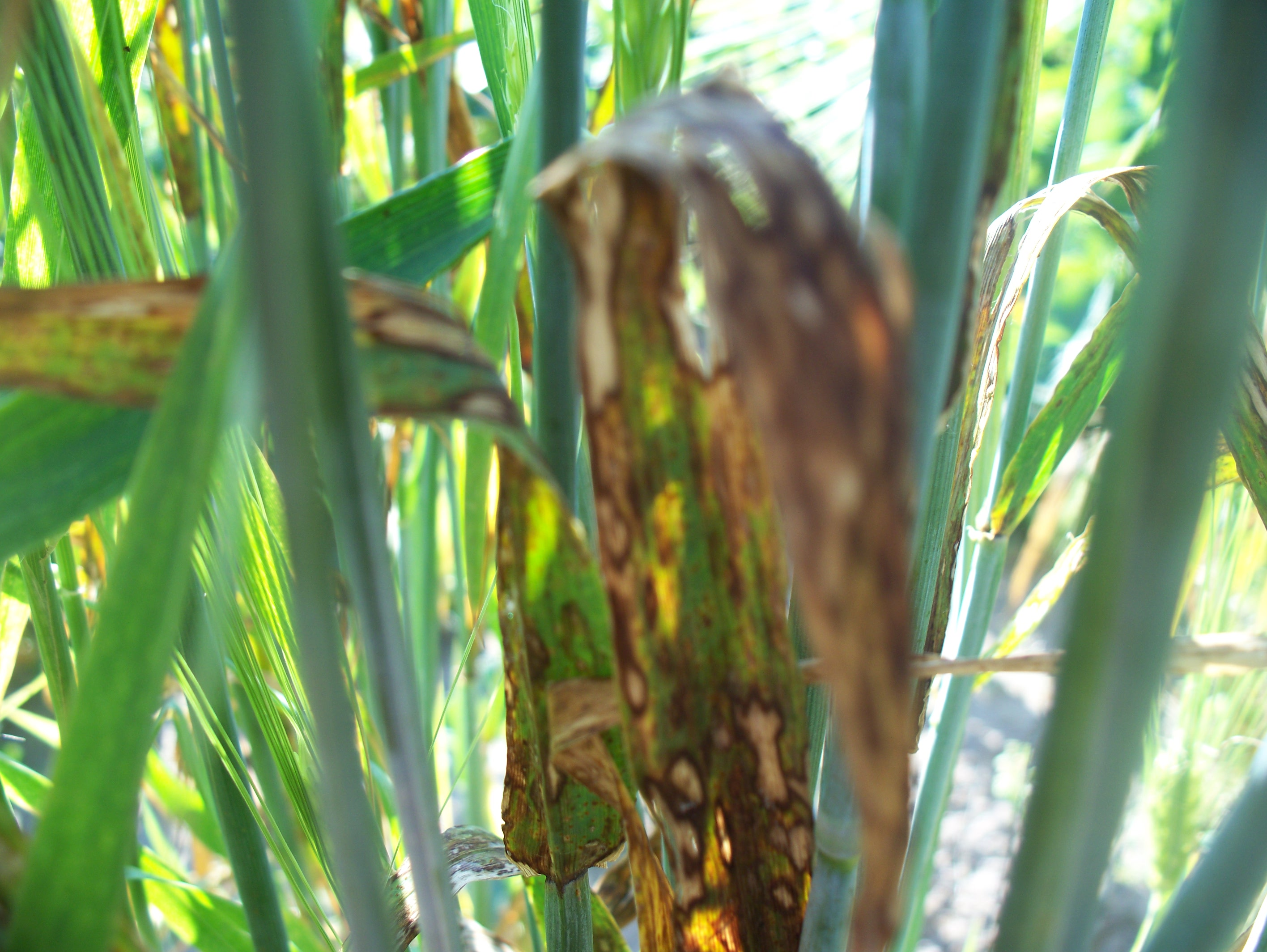